# Ante Gotovina
Ante Gotovina (Isla de Pašman, Yugoslavia (actual Croacia), 12 de octubre de 1955) es un antiguo general del ejército croata. Tras pasar cuatro años en paradero desconocido como prófugo de la justicia por su implicación en las Guerras Yugoslavas, fue capturado en la isla española de Tenerife a finales de 2005. 
El 15 de abril de 2011 el Tribunal Penal Internacional para la ex Yugoslavia  lo declaró culpable de crímenes contra la humanidad, siendo condenado a veinticuatro años de prisión efectiva por la muerte de ciento cincuenta civiles serbios y la desaparición de varios cientos en un rápido ataque contra la autoproclamada República Serbia de Krajina, en 1995; fue condenado también por los actos de persecución contra la población serbia de dicho enclave, la destrucción y el saqueo de sus bienes, así como por la deportación de 250 000 habitantes de esa etnia. No obstante, el 16 de noviembre de 2012, la sala de apelación del tribunal anuló la sentencia y lo declaró inocente por falta de pruebas concluyentes.

## Biografía
En la década de 1970 Gotovina luchó durante siete años en Chad como miembro de la Legión Extranjera Francesa, y después de sufrir una herida en la cabeza, se recuperó navegando en un yate por las islas Canarias. En San Agustín, en la isla de Gran Canaria, se hizo miembro de un club de paracaidistas, y en 1982 fue designado instructor de comando en América Latina, cargo con el que viajó por Guatemala, Paraguay, Colombia, Argentina, Chile y Brasil.
Gotovina regresó a Croacia cuando esta, presidida por Tuđman, proclamó la independencia de la ex Yugoslavia en 1991 y se desató la guerra en Croacia y Bosnia-Herzegovina contra Serbia. El general comandó numerosas ofensivas contra los serbios en Bosnia y Herzegovina, entre ellas la Operación Tormenta, en la que el ejército croata reconquistó en cinco días en el mes de agosto de 1995 el territorio en el que la minoría serbia había proclamado su República Serbia de Krajina. Gotovina fue uno de los principales comandantes de aquella operación y es considerado por ello un héroe nacional por gran parte de los ciudadanos croatas. Según la acusación fiscal que llevó a su posterior condena, durante la reconquista de Krajina y bajo sus órdenes, soldados croatas asesinaron civiles, incendiaron aldeas y dispararon contra los que huían sin que el general hiciera nada por impedirlo, en un «intento premeditado de eliminar a la población serbia de Krajina».

## Acusación y captura
Gotovina pasó al retiro en 2000 por orden del presidente Stjepan Mesić junto con otros seis generales, al oponerse a la plena cooperación con el TPIY. Tras esconderse durante dos años, en 2003 reconoció la jurisdicción del TPIY en unas declaraciones que concedió al semanario croata Nacional, donde pidió que investigadores del tribunal lo interrogasen primero en Zagreb y prometió que se entregaría si se cumplía esa condición y si después de escuchar sus respuestas el TPIY aún seguía incriminándolo. Mesic apoyó la propuesta de Gotovina, pero el TPIY insistió en su entrega incondicional, lo que no sucedió hasta que fue arrestado, sin oponer resistencia, en un restaurante de Arona, al sur de Tenerife, el 7 de diciembre de 2005, por la policía española. Posteriormente fue trasladado a La Haya (Países Bajos), donde se encuentra la sede del Tribunal.

## Juicio
A finales de 2006 al caso Gotovina se unieron los casos contra Ivan Čermak, que resultaría absuelto, y Mladen Markač, condenado a dieciocho años de prisión en relación con los mismos hechos (la Operación Tormenta). El juicio debía comenzar en mayo de 2007, pero se pospuso indefinidamente debido a los conflictos entre los abogados defensores. Como abogados de Gotovina actuaron el estadounidense Greg Kehoe y el croata Luka Misetic.
La causa fue instruida el 11 de marzo de 2008. En su acusación inicial, la fiscalía calificó de «indiscriminados» e «intolerables» los ataques a la población serbia de Croacia en 1995. Gotovina, junto con los también generales Ivan Čermak y Mladen Markač, fueron acusados de «participar en una acción criminal conjunta destinada a erradicar a la población serbia de la Krajina, utilizando para ello la violencia, la persecución y la destrucción de sus propiedades». El 15 de abril de 2011 el Tribunal Penal Internacional para la ex Yugoslavia lo condenó a veinticuatro años de prisión efectiva por la muerte de ciento cincuenta civiles serbios y la desaparición de varios cientos durante los ataques a la República Serbia de Krajina, en 1995. Fue condenado también por la persecución contra la población serbia, la destrucción y el saqueo de sus bienes, así como por la deportación de varios miles de serbios residentes en la Krajina. La defensa de Gotovina y Markač recurrió la sentencia ante la sala de apelación, y el 16 de noviembre de 2012, esta revocó la condena de ambos, declarándolos inocentes por falta de pruebas concluyentes.
A pesar de que la decisión fue celebrada en Croacia, su absolución causó una gran indignación en Serbia, cuyo gobierno señaló que el Tribunal de La Haya «no es un juzgado y solo cumple objetivos políticos fijados de antemano», y que había «traicionado la confianza de Serbia». De hecho, miembros del tribunal de apelaciones, como el magistrado Fausto Pocar, consideraron que la decisión era «contraria a todo sentido de justicia», interpretando que se habían producido «numerosos errores y construcciones incorrectas en la toma de decisiones de la mayoría de los jueces».